# Synchlora megastigma
Synchlora megastigma är en fjärilsart som beskrevs av W. Warren 1905. Synchlora megastigma ingår i släktet Synchlora och familjen mätare. Inga underarter finns listade i Catalogue of Life.